# Leonor Basalo
Leonor Basalo (Caracas, 02 de agosto de 1957) es una fotógrafa y educadora que hace vida en la ciudad de Maracay, actualmente ejerce como docente de la cátedra de fotografía de la Escuela de Artes Visuales Rafael Monasterios, así como también en otras instituciones universitarias del estado Aragua. Ha mantenido su actividad en las artes, la fotografía y la docencia durante más de tres décadas. A nivel local, regional y nacional ha realizado diversos proyectos fotográficos con la Fundación Fotógrafos d76.

## Formación
La formación fotográfica de Leonor Basalo se inicia en Caracas–Venezuela, entre los años 1970 y 1980.  
En 1980, se gradúa como docente en el Instituto de Mejoramiento Profesional del Magisterio-Universidad Pedagógico Experimental Libertador (UPEL). En el año 1982, cursó estudios en la Escuela de Educación de la Universidad Central de Venezuela (UCV). También participó activamente en el Foto-club de Ciencias, que pertenecía a la Facultad de Ciencias en la UCV. Continuó su formación fotográfica en los tallereres de la Escuela Técnica de Artes Visuales Cristóbal Rojas. 
Ha participado en simposios, encuentros y diversos congresos, entre ellos el VIII Coloquio Internacional de Fotografía Latinoamericana y el Festival de la Imagen, ambos eventos organizados en por el Centro de la Imagen, en la Ciudad de México (1996). 
En el año 2002 culminó sus estudios en la Universidad Católica Cecilio Acosta, donde se graduó en Comunicación Social, mención Desarrollo Social.

## Profesión
Como parte de su trabajo docente se ha consagrado al estudio e investigación fotográfica, se encuentra preparando una publicación en torno a la fotografía, que será un aporte en las siguientes áreas: arte, fotografía y comunicación social. 
Durante muchos años se ha vinculado al sector cultural, trabajó como fotógrafa de la Coordinación de Prensa y Relaciones Interinstitucionales de la Secretaría Sectorial de Cultura del estado Aragua, máximo organismo de la región en cultura. En esa etapa se dedicó a desarrollar una estética de la imagen de diversas áreas y grupos culturales. Capturó a través del lente una parte de la historia cultural aragüeña.
Paralelamente desarrolló una obra investigativa sobre la iconografía de la mujer y la madre en la sociedad. Todo esto sin perder de vista la situación actual, el impacto en los cambios de percepción visual, transformación visual del cuerpo en la fotografía.
A lo largo de su carrera ha apoyado diversos a gremios y asociaciones como: Instituto de la Mujer, Rescate niños de la calle, Fundación del niño, Teatro Ateneo de Maracay, Teatro de la Ópera de Maracay, Festival de Cine Súper Ocho, encuentros de escritores, Escuela de arte dramático, encuentros de ballet como los grupos: La Misère, Skene, Desideratum, Expresión Criolla, Escuela de Danza Contemporánea y ha tenido una larga colaboración con distintos festivales de teatro (desde 1987 al 1999). También ha realizado otros aportes artísticos en apoyo a la mujer.
Tuvo una destacada participación como jurado en diversos salones de fotografía, entre ellos la I Edición concurso premio venezolano de Fotografía Goethe-Institut 2005, más recientemente, en el año 2008, fue jurado en el IX Salón de fotografía de la Universidad de Carabobo, Facultad de Ciencias de la Salud.
Estas experiencias la ponen al frente de planteamientos estéticos atrevidos, que abarcan la manipulación de la imagen, la utilización de otros soportes e instalaciones fotográficas.
En el año 1993 recibió la invitación del Museo de Arte Contemporáneo Mario Abreu para participar en la exposición colectiva “La fotografía contemporánea de Aragua”, que contó con propuestas fotográficas realizadas por diez (10) fotógrafos, la muestra se exhibió durante los meses de septiembre y octubre de ese año, Basalo participó con su obra “Que bolas”, realizada con materiales mixtos y dimensiones 200x250x100.
Han sido constantes sus colaboraciones en los medios de comunicación impresos, tales como los periódicos: El Aragüeño, El Periodiquito, El Siglo (Venezuela), entre otros. Su trabajo ha sido reseñado por el Correo del Orinoco (2009).
En el año 2010, funda un programa radial de corte educativo, conocido como Cátedra libre de fotografía, desde entonces se ha mantenido al aire de manera constante, el programa se encuentra bajo la conducción de Leonor Basalo y Carlos Bencochea.
A partir del año 1983 ha colaborado en la realización de catálogos para diversas instituciones relacionadas al arte, tales como: la Galería de Arte Municipal de la Alcaldía del municipio Girardot y el Museo de Arte Contemporáneo Mario Abreu, destacando la retrospectiva de Mario Abreu 1943-1992.- Exp nº 31 fotografías colección personal del artista, muestra que se exhibió de mayo a junio de 1994. Depósito legal ISBN 9803390120
Es participante activa y representante del estado Aragua para la elaboración de la Propuesta Programática de Educación y Formación para las Artes del Ministerio del Poder Popular para la Cultura. 
Ha sido relevante su labor educativa en la formación de nuevas generaciones de fotógrafos del estado Aragua, año tras año en sus cátedras se eleva el número de estudiantes de fotografía, que son mayoritariamente mujeres fotógrafas. Debemos considerar que en el año 1984 el estado Aragua contaba con apenas tres (03) mujeres dedicadas al reporterismo gráfico, y ninguna se dedicaba a la fotografía artística. Por ello la labor de Leonor Basalo en pos de la fotografía ha fortalecido la formación en el ámbito de la fotografía, también promovió la conformación de colectivos fotográficos. 
Fundó la Asociación Civil Fotógrafos d-76, que se ha mantenido en funcionamiento desde 1997, siendo el grupo con el mayor número de participantes a nivel regional. Cabe destacar que esta es una organización fotográfica que cuenta con el mayor número de integrantes femeninas en Venezuela. En el año 2015, modifican legalmente su nombre y pasan a llamarse: Fundación Fotógrafos d76. Simultáneamente, Basalo se dedicó a dirigir la Asociación Civil Cátedra Libre de Fotografía, que desde el año 2008 cuenta con el apoyo de la Universidad Simón Rodríguez, con el propósito de fortalecer la formación de la imagen.
En el año 2013, sus fotografías fueron seleccionadas por la XII edición de IILA-Fotografía “La ausencia y la fotografía” (Festival Internazionale di Roma) para ser expuestas en Roma del 4 de octubre al 8 de diciembre del mismo año.

## Obra fotográfica
Textos descriptivos sobre la obra y trayectoria de la Fotógrafa Venezolana Leonor Basalo, adjunto referencias informativas:
“Leonor Basalo (Caracas, 1957) es una fotógrafa dinámica, de espíritu crítico y, algo muy importante, audaz, cualidades que desde hace varios años la han animado a indagar, experimentar y construir una fotografía distinta a la de sus colegas aragüeños. Muchas de sus propuestas estéticas, están orientadas a lo experimental, ya que su intención es trascender la fotografía de procedimientos convencionales. De hecho, en Aragua es la primera en realizar foto-instalaciones”. 
“En algunos trabajos fotográficos Leonor Basalo desarrolló la intervención de la imagen de positivo a negativo, procedimiento que indica coherencia en su lenguaje fotográfico, ya que lo aplicado en diversas composiciones como recurso estético, como: en la serie fotográfica "Muchos soldaditos" (2005). Esta pieza es contrastada por el juego de luces y sombras, el tratamiento de inversión (de positivo a negativo) responde al propósito de ocultar identidades. También son importantes sus elementos simbólicos y componentes estéticos, así como el elemento pictórico que ella incorpora: la mancha roja (eso es algo extra-fotográfico)”. 
Propuesta Instalación Fotográfica "Mujer de tierra Aragüeña” con motivo del día de la Mujer como artista Invitada. Gobernación del Estado Aragua. El 8 de marzo de 1997.
Hizo una investigación sobre fotógrafos venezolanos, como aporte a la cátedra de Historia Contexto y Análisis de la Fotografía, facilitado por la profesora María Teresa Boulton en el 1º Diplomado de Fotografía, en la República Bolivariana de Venezuela y abalado por las siguientes instituciones: Ministerio del Poder Popular para la Cultura, Centro Nacional de la Fotografía (Cenaf), Universidad Nacional Experimental de las Artes (Unearte), Fundación Centro de Estudios Latinoamericanos Rómulo Gallegos (Celarg), Museo de Bellas Artes de Caracas.